# Claudio Gnesutta
Claudio Gnesutta (Gorizia, 5 novembre 1941) è un economista italiano.

## Biografia
Figlio di Ottavio e Anita Bastianutti, vive nella sua città natale fino alla conclusione degli studi universitari svolti a Trieste, dove si laurea nel 1964 presso la Facoltà di Economia e Commercio discutendo con il prof. Manlio Resta una tesi in economia politica sui moltiplicatori bancari e l’offerta di moneta. La tesi è il frutto di un periodo di studio di tre mesi offerto dalla Banca d’Italia presso il suo Servizio Studi, nel corso del quale gode della guida e della supervisione di Antonio Fazio, futuro Governatore.
Assunto nel 1966, per concorso, dalla Banca d‘Italia, è destinato dapprima alla Filiale di Udine e trasferito successivamente al Servizio Studi, dove collabora alla costruzione del modello econometrico (M1BI). Nel 1968 vince il concorso per assistente ordinario presso l'Istituto di Economia politica della Facoltà di Economia e Commercio dell'Università di Roma “La Sapienza”.

## Carriera accademica e istituzionale
Inizia l’attività universitaria nel 1968 presso la I Cattedra di Economia Politica (prof. Manlio Resta) della Facoltà di Economia e Commercio dell’Università di Roma, affiancando i proff. Sergio Parrinello e Fausto Vicarelli, con i quali avrà un lungo sodalizio.
Presso la medesima Facoltà è incaricato nell’a.a. 1970-71 dell’insegnamento di Economia monetaria e nei due anni successivi di quello di Economia politica I (corso serale).
Nel 1972 si trasferisce presso la costituenda Facoltà di Scienze Economiche e Bancarie dell’Università di Siena, come assistente ordinario del prof. Bruno Cutilli, titolare del corso di Economia Monetaria e Creditizia II. Vi svolge l’insegnamento di Contabilità economica nazionale e ricopre, a varie riprese per supplenza, l’insegnamento del titolare. È di quegli anni la collaborazione ai corsi di formazione dei quadri sindacali della CGIL sia presso la scuola regionale dell’Impruneta, che presso la scuola nazionale di Ariccia, che si strutturerà, nel periodo 1986-92, attraverso il Gruppo di lavoro coordinato dal prof. Mario Tiberi.
Dal 1979 al 1983 è membro eletto del Consiglio Universitario Nazionale. Nel 1982 è membro della Commissione di studio nominata dal Ministro della Pubblica Istruzione Guido Bodrato per la ristrutturazione della Facoltà di Economia e Commercio. 
Nel 1980 è tra i vincitori del concorso per professore ordinario di Politica Economica e l’anno successivo è chiamato a ricoprire la cattedra di Economia Monetaria e Creditizia II presso la Facoltà di Scienze Economiche e Bancarie dell’Università di Siena. Nel successivo novembre è chiamato dalla Facoltà di Giurisprudenza dell’Università di Firenze a ricoprire la cattedra di Economia Politica. Presso la medesima Università tiene anche corsi di Scienza delle finanze e Diritto tributario e di Economia e Politica monetaria.
Nel 1985 è chiamato dalla Facoltà di Economia e Commercio dell’Università di Roma "La Sapienza" a ricoprire la cattedra di Economia Politica I-II. Presso la medesima Facoltà fa parte del Collegio dei docenti del Dottorato in Economia politica e, nel periodo 1992-95, ne assume l’incarico di Coordinatore. Nell’a.a. 1989-90 svolge, per supplenza, l’insegnamento di Economia Politica III-IV e con l’a.a. 1990-91 ricopre la cattedra di Politica Economica (corso avanzato). 
Dall’a.a. 1999-00 collabora all’organizzazione dei corsi del nuovo ordinamento didattico della Facoltà, assumendo dal 2001 al 2008 la responsabilità di Presidente del Corso di laurea in Economia politica, esteso poi ai corsi di laurea specialistica in Economia politica e Economia globale e governance. Nell’ambito dei corsi della laurea triennale copre i corsi di Introduzione all’economia politica e di Macroeconomia e, per alcuni anni, anche quello di Economia Monetaria. Nell’ambito del Corso di Laurea specialistica in Economia politica svolge il corso di Politica Economica e Scenari Macroeconomici. 
Dall’ottobre 2010, in quiescenza, partecipa al dibattito sulla politica economica italiana ed europea come membro della redazione di Sbilanciamoci.

## Attività scientifica
La preparazione della tesi di laurea e l’esperienza presso la Banca d’Italia hanno costituito un imprinting per i suoi interessi di ricerca. Dopo i primi contributi riguardanti temi di teoria della moneta [1, 2], la sua ricerca privilegia l’analisi dei fenomeni monetari all’interno di uno schema di equilibrio generale dei mercati finanziari che lo orienta - grazie alla partecipazione al gruppo di studio coordinato da Fausto Vicarelli sul pensiero monetario keynesiano (1972-75) - a trattare la teoria monetaria come teoria del processo economico nella sua totalità [3, 4, 6, 9].
A questa impostazione di studi si ricollegano due altri filoni di contributi che si estendono lungo tutto l’arco della sua attività scientifica. Il primo risponde agli stimoli di Bruno Cutilli ad approfondire le struttura della contabilità economica nazionale e dei suoi rapporti con la teoria economica in quanto quadro di riferimento dei modelli macroeconomici [5, 14, 20]. Il secondo riguarda la riflessione sul contributo al pensiero keynesiano di Fausto Vicarelli [16,17], del quale cura, oltre a una raccolta di saggi in suo onore [12], l’intera sua produzione scientifica [23].
In campo monetario i suoi interessi si rivolgono principalmente alla struttura e alla trasformazione dei sistemi finanziari, in particolare di quello italiano. Le analisi iniziali [7] si approfondiscono con la partecipazione, nel 1983, al gruppo di ricerca coordinato da Gianni Nardozzi sul tema “Strutture finanziarie: teoria ed aspetti comparati” e, nel 1984, al gruppo di ricerca promosso dall’Ente per gli Studi Monetari, Bancari e Finanziari "Luigi Einaudi" sulle “Prospettive di crescita dell’economia e il contributo del sistema finanziario” [8].
Le difficoltà economiche degli anni Novanta lo inducono ad affrontare, con Giuseppe Ciccarone, la questione di come governare l’interazione tra finanza e accumulazione, per affrontare le incoerenze macroeconomiche di quel periodo [10, 11]. Lo stesso argomento è alla base della collaborazione con il gruppo di lavoro di Vincenzo Atripaldi volto ad approfondire le linee di politica istituzionale registrate dalla XI alla XIII legislatura [13, 15]. Le difficoltà a garantire sviluppo produttivo ed equilibrio sociale nei primi decenni del nuovo secolo, sposta l’accento della sua ricerca sulle condizioni del lavoro e sulle conseguenti politiche da adottare [21, 22].

## Principali pubblicazioni
1. C. Gnesutta, "I moltiplicatori bancari: riformulazione ed analisi della loro natura", in «Bancaria», giugno 1967, pp. 682-93.
2. C. Gnesutta, "Struttura istituzionale ed espansione creditizia. Un’analisi teorica della definizione di base monetaria", in «Note economiche», n. 3, 1972, pp. 87-115; n. 4, 1972, pp. 87-113.
3. C. Gnesutta, "Equilibrio del conto capitale e meccanismo di trasmissione degli impulsi monetari", in F. Vicarelli (a cura di), "La controversia keynesiana", Bologna: Il Mulino, 1974, pp. 143-206.
4. C. Gnesutta e F. Vicarelli, "Efficienza marginale del capitale, teoria monetaria di Yale ed ortodossia keynesiana", in «Rivista di politica economica», giugno 1976, pp. 733-52.
5. B. Cutilli e C. Gnesutta, "Un contributo all’analisi monetaria: la separazione tra settore pubblico e settore privato", in «Moneta e credito», n. 107, 3° trim. 1974, pp. 274-99.
6. C. Gnesutta, "Moneta", in M. Carmignani e A. Vercelli (a cura), "Il mondo contemporaneo - Vol. VIII: Economia e storia I", La Nuova Italia, Firenze, 1978, pp. 451-472.
7. C. Gnesutta, "Il rapporto tra dinamica dell’accumulazione ed evoluzione dei sistemi finanziari. Alcune riflessioni sul caso italiano", in «Note economiche», n. 3, 1983, pp. 76-99.
8. C. Gnesutta, "Sistema finanziario: mercato ed intermediari in una fase di transizione", in Ente per gli Studi Monetari, Bancari e Finanziari "Luigi Einaudi" (a cura), "Oltre la crisi. Le prospettive di sviluppo dell’economia italiana e il contributo del sistema finanziario", Bologna: Il Mulino, 1986, pp. 457-496
9. C. Gnesutta, "Il rapporto flussi-stock nei modelli macroeconomici di derivazione keynesiana", in B. Jossa, A. Nardi (a cura), "Lezioni di macroeconomia", Bologna: Il Mulino, 1992, pp. 275-306.
10. G. Ciccarone e C. Gnesutta, "Conflitto di strategie. Economia e società italiana negli anni Novanta", La Nuova Italia Scientifica, Roma, 1993, ISBN 978-8-843-00001-2.
11. C. Gnesutta, "Accumulazione e finanza", in F.R. Pizzuti (a cura di), "L’economia italiana dagli anni ‘70 agli anni ‘90. Pragmatismo, disciplina e saggezza convenzionale", McGraw Hill, Milano, 1994, pp. 371-94.
12. C. Gnesutta, (a cura di), "Incertezza, moneta, aspettative, equilibrio. Saggi per Fausto Vicarelli", Bologna: Il Mulino, 1996, pp. 7-81, ISBN 978-8-815-05722-8.
13. G. Anselmo e C. Gnesutta, "Politiche economiche e trasformazioni istituzionali nei paesi industrializzati: l’esperienza degli anni Ottanta", in V. Atripaldi, C. Gnesutta, P.F. Lotito (a cura), "Governi ed economia. La transizione istituzionale nella XI Legislatura", Padova: CEDAM, 1998, pp. 49-117.
14. C. Gnesutta, "Prospettive di sviluppo nazionale e rappresentazione della realtà economica negli "Annali di Statistica 1871-1996", in P. Geretto (a cura), "Statistica ufficiale e storia d’Italia. Gli "Annali di Statistica" dal 1871 al 1997", in «Annali di Statistica», Roma: Istituto Nazionale di Statistica, 2000, pp. 309-419.
15. C. Gnesutta, "La politica economica della XII legislatura: quale transizione?", in V. Atripaldi, G. Garofalo, C. Gnesutta, Lotito P.F., R. Miccù (a cura), "Governi ed economia II. La transizione discontinua tra politiche di risanamento ed integrazione europea nella XII legislatura", Padova: Cedam, 2006, pp. 305-337.
16. C. Gnesutta, "Fausto Vicarelli", in R. Giulianelli e M. Moroni (a cura), "Osimani con la testa. Economia e società a Osimo tra medioevo ed età contemporanea", Ancona: Affinità Elettive Edizioni, 2008, pp. 275-303, ISBN 978-8-873-26106-3.
17. G. Garofalo e C. Gnesutta, "A Return to Fundamentals: Fausto Vicarelli’s Thought on Finance vs. Growth and Efficiency vs. Stability", in «Rivista italiana degli economisti», n. 1, aprile, 2010, pp. 105-142.
18. P. De Blasi e C. Gnesutta, "Alitalia: una privatizzazione italiana", Roma, Donzelli, 2009, ISBN 978-886-036412-8.
19. C. Gnesutta, "Financial Risk Redistribution and Income Fluctuations", in A. Birolo, D. Foley, H.D. Kurz, B. Schefold, I. Steedman (eds.), "Production, Distribution and Trade. Alternative Perspectives", London: Routledge, 2010, pp. 183-207.
20. C. Gnesutta, "If «Well-being» is to be the key-concept in Political economy ...", in «Economic Thought», n. 2, 2014, pp. 70-81.
21. C. Gnesutta, "Economia e società in un orizzonte di lungo periodo: quanto e quale lavoro?", in «Politiche sociali/Social policies», n. 2, 2014, pp. 185-204.
22. C. Gnesutta, "L’Employer of Last Resort come politica per il lavoro", in «Economia & Lavoro», n. 2, 2018, pp. 73-98.
23. C. Gnesutta (a cura), "Fausto Vicarelli. Tornare a Keynes, Scritti scientifici". Roma, 2020 (opera stampata dalla Banca d’Italia).